# Motonautisme aux Jeux olympiques
Pour les articles homonymes, voir Motonautisme (sport).

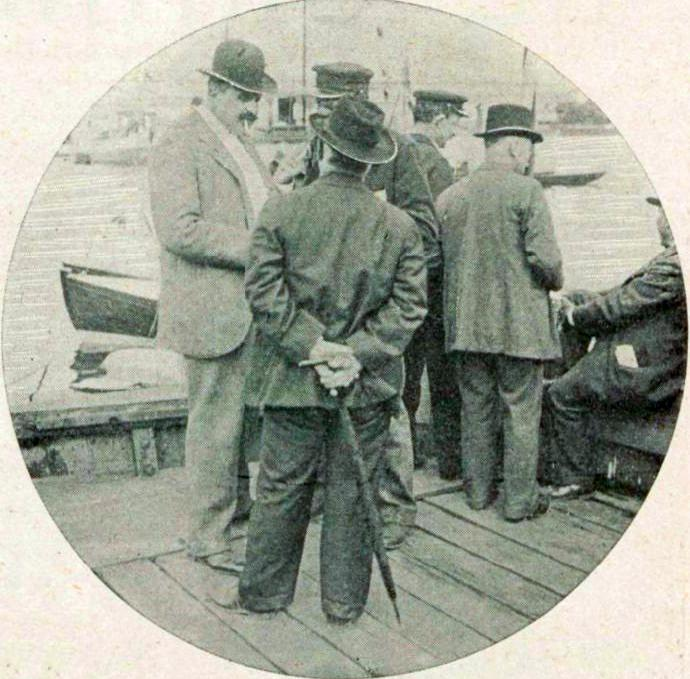
Le comte Jules-Albert de Dion aux journées motonautiques de l'exposition universelle 1900, les 23 et 24 juin 1900 sur le bassin d'Argenteuil, avec l'Hélice-Club de France.

Le motonautisme fait son apparition pour la première fois lors des Jeux olympiques de 1900 en tant que sport de démonstration. Lors des Jeux olympiques de 1908 trois épreuves lors de la compétition motonautique prirent place. Depuis cette édition, les épreuves ne furent pas réintégrées au programme des Jeux olympiques. Ce fut la seule et unique fois qu'un sport motorisé fut officiellement retenu pour les Jeux olympiques. 

## Événement
• = officiel, D = démonstration
| Jeux             | 96 | 00 | 04 | 08 | 12 | 20 | 24 | 28 | 32 | 36 | 48 | 52 | 56 | 60 | 64 | 68 | 72 | 76 | 80 | 84 | 88 | 92 | 96 | 00 | 04 | 08 | 12 | 16 | 20 | 24 |
| ---------------- | -- | -- | -- | -- | -- | -- | -- | -- | -- | -- | -- | -- | -- | -- | -- | -- | -- | -- | -- | -- | -- | -- | -- | -- | -- | -- | -- | -- | -- | -- |
| Tournoi masculin |    | D  |    | •  |    |    |    |    |    |    |    |    |    |    |    |    |    |    |    |    |    |    |    |    |    |    |    |    |    |    |

## Tableau des médailles
| Rang | Nation          | Or | Argent | Bronze | Total |
| ---- | --------------- | -- | ------ | ------ | ----- |
| 1    | Grande-Bretagne | 2  | 0      | 0      | 2     |
| 2    | France          | 1  | 0      | 0      | 1     |